# マリオ・ムスカリエッロ
マリオ・ムスカリエッロ（Mario Muscariello、1973年 - ）は、イタリアのファッションデザイナー、画家。
家業を同名のブランド化・企業化した。南イタリア、ナポリを拠点に活動している。